# Departamento Autônomo de Estradas de Rodagem
O Departamento Autônomo de Estradas de Rodagem (DAER) é uma autarquia do Governo do Estado do Rio Grande do Sul, Brasil.
Foi criado pela Lei nº 750, de 11 de agosto de 1937, sendo o segundo órgão rodoviário do Brasil.
É responsável pela gestão e fiscalização do transporte rodoviário do estado, estando vinculado à Secretaria dos Transportes.
Em 2025, era responsável por 11 mil quilômetros de rodovias no Rio Grande do Sul e a execução das atividades de acompanhamento, fiscalização e controle de obras e serviços de manutenção e de adequação da rede rodoviária era competência das 13 superintendências regionais, espalhadas por todo estado.

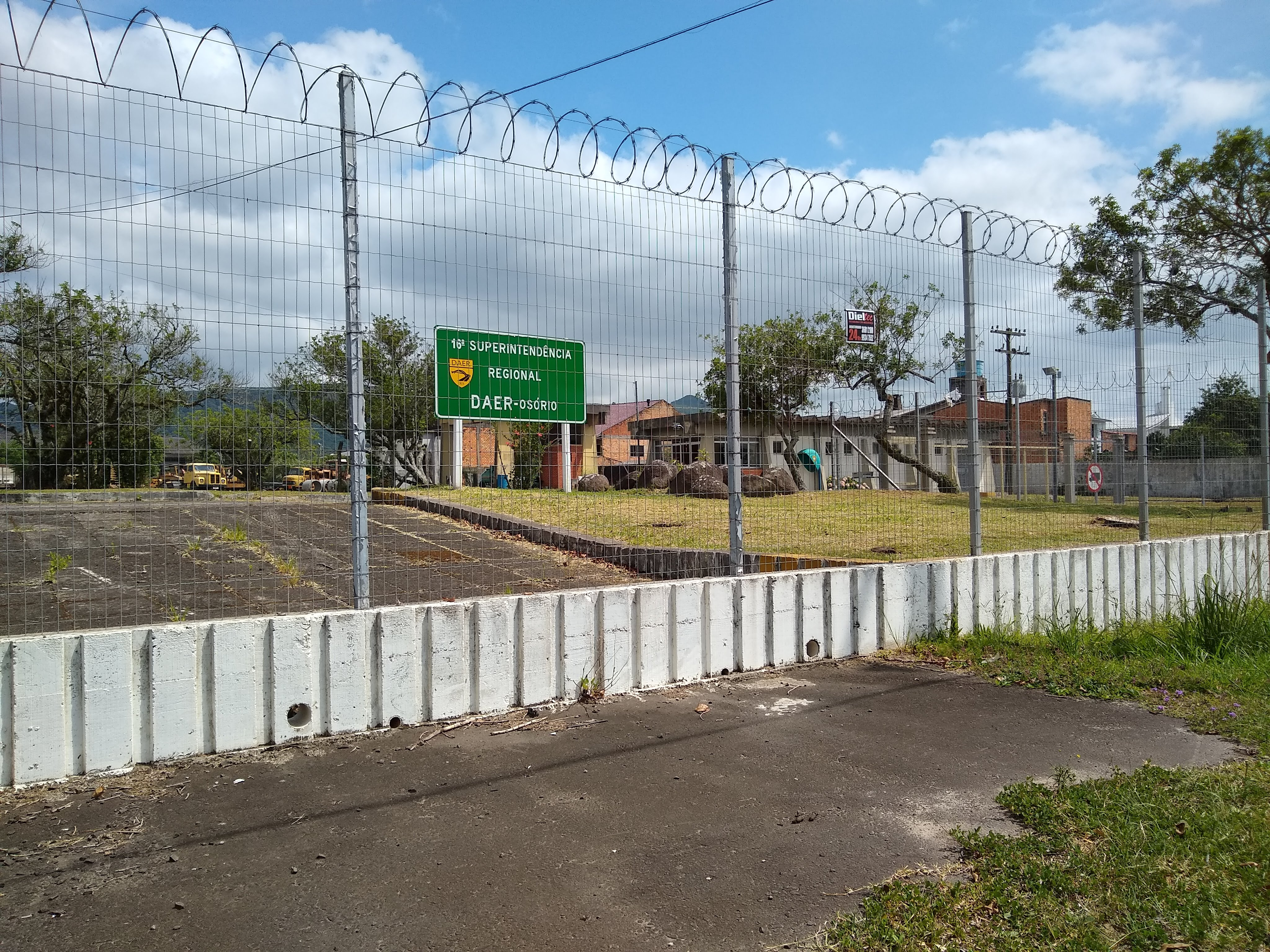
Sede da 16ª Superintendência Regional do DAER-RS em Osório

O DAER construiu a sua primeira estrada, ligando Cassino a Rio Grande, na década de 1940. Em 28 de junho de 1970, entregou à população de Porto Alegre sua rodoviária. Nos anos 1980 passou a gerenciar a conservação das estradas e a coordenação do transporte intermunicipal de passageiros. Nos anos 1990 incorporou a função de supervisionar o Programa Estadual de Concessão Rodoviária, e pouco mais tarde retomou a construção e conservação de estradas.